# Chevrolet Caprice
Chevrolet Caprice (укр. Шевроле Кепріс [kəpris].) — американський повнорозмірний легковий автомобіль, що випускався підрозділом корпорації GM Chevrolet з 1966 по 1996 роках. В 1965 році існувала комплектація моделі Chevrolet Impala — Chevrolet Impala Caprice, на наступний модельний рік виділена в самостійну лінію автомобілів «Шевроле».
Це був найдорожчий легковий «Шевроле» до 1994 року, коли з'явилася його спортивна модифікація, названа старим іменем Impala SS. З 1965 по 1985 рік випускалася дешевша модель Chevrolet Impala, крім того до 1975 року випускалася ще більш дешева модель Chevrolet Bel Air, а до 1972 — найдешевша модель Biscayne.
Всі автомобілі з ім'ям «Кепріс» були пов'язані один з одним технічно і мали загальну платформу (GM B-Platform), зокрема, загальну раму (після 1977 року вона була дещо вкорочена у зв'язку зі зменшенням розмірів автомобіля в цілому).
Після припинення виробництва «Кепріса» в 1996 році, єдиним традиційним американським повнорозмірним седаном залишилася модель Ford Crown Victoria.
У 2011 році компанія Chevrolet повернула Caprice в Північну Америку, як задньоприводні поліцейської машини, однак деякі дилери будуть продавати їх і приватним особам. Новий Chevrolet Caprice це перелицьований Holden Caprice, австралійської компанії Holden, яка також входить в корпорацію General Motors.

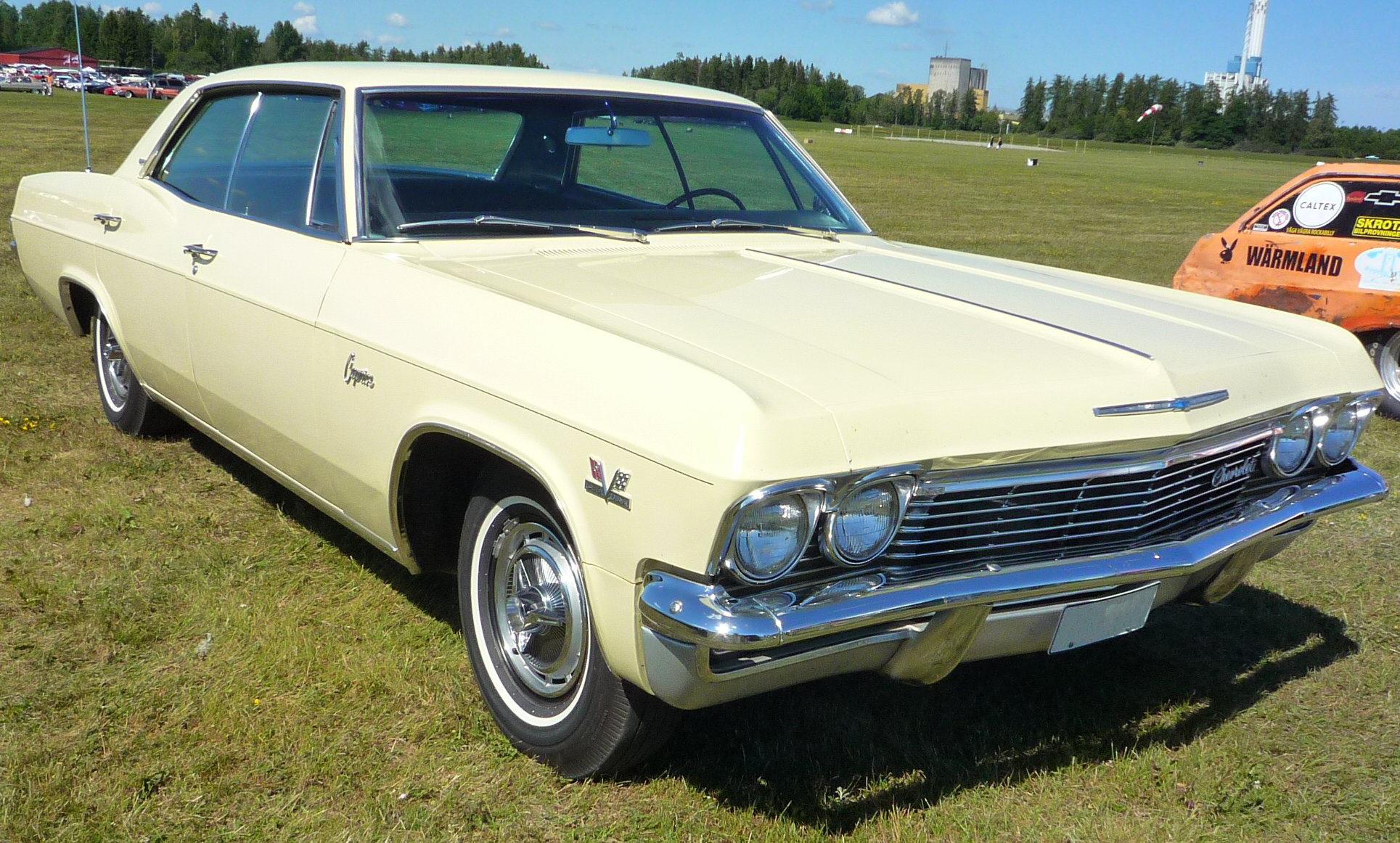
Chevrolet Impala Caprice (1965)
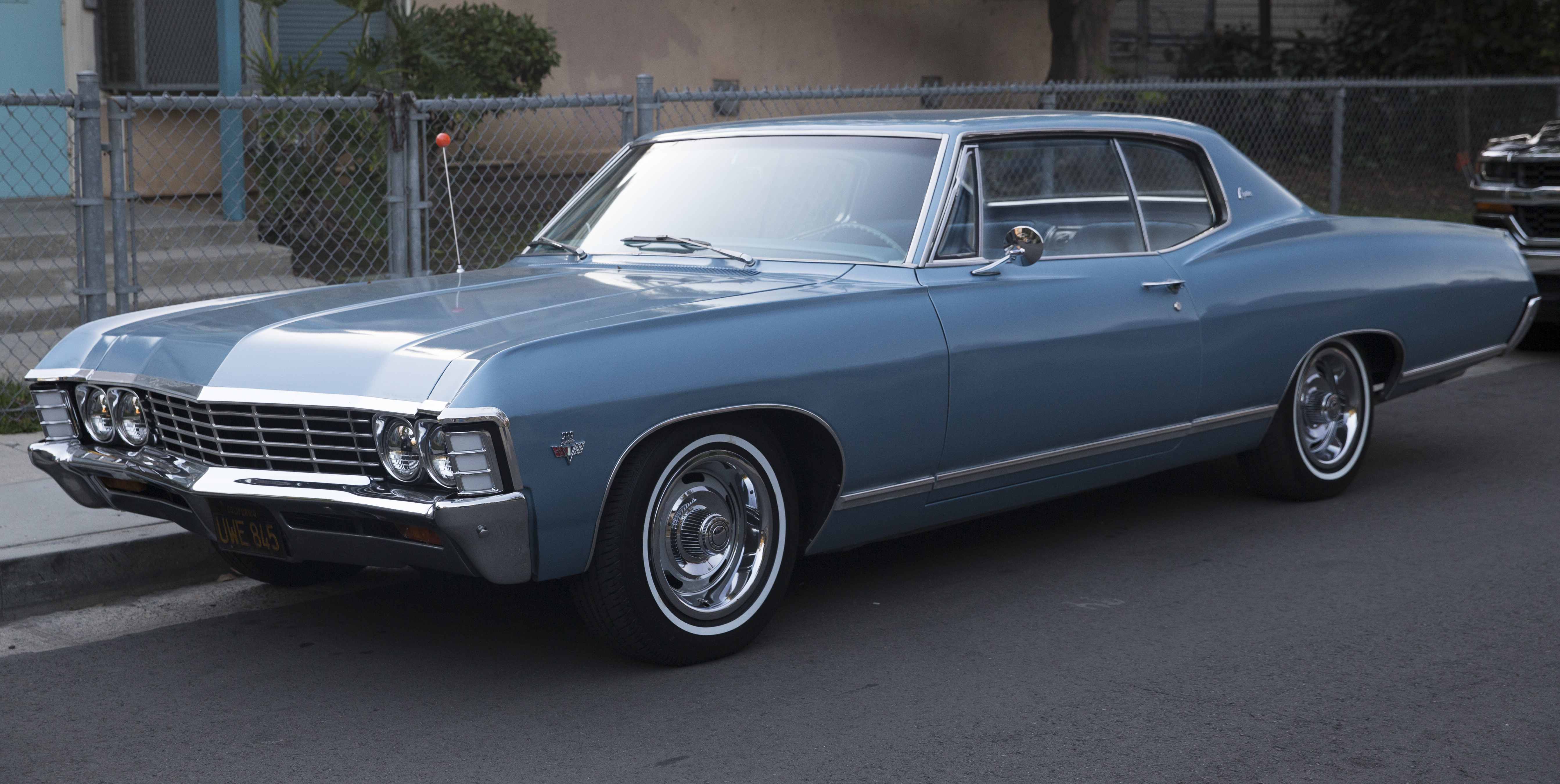
Chevrolet Caprice 1 (1966-1970)

## Друге покоління (1971-1976)

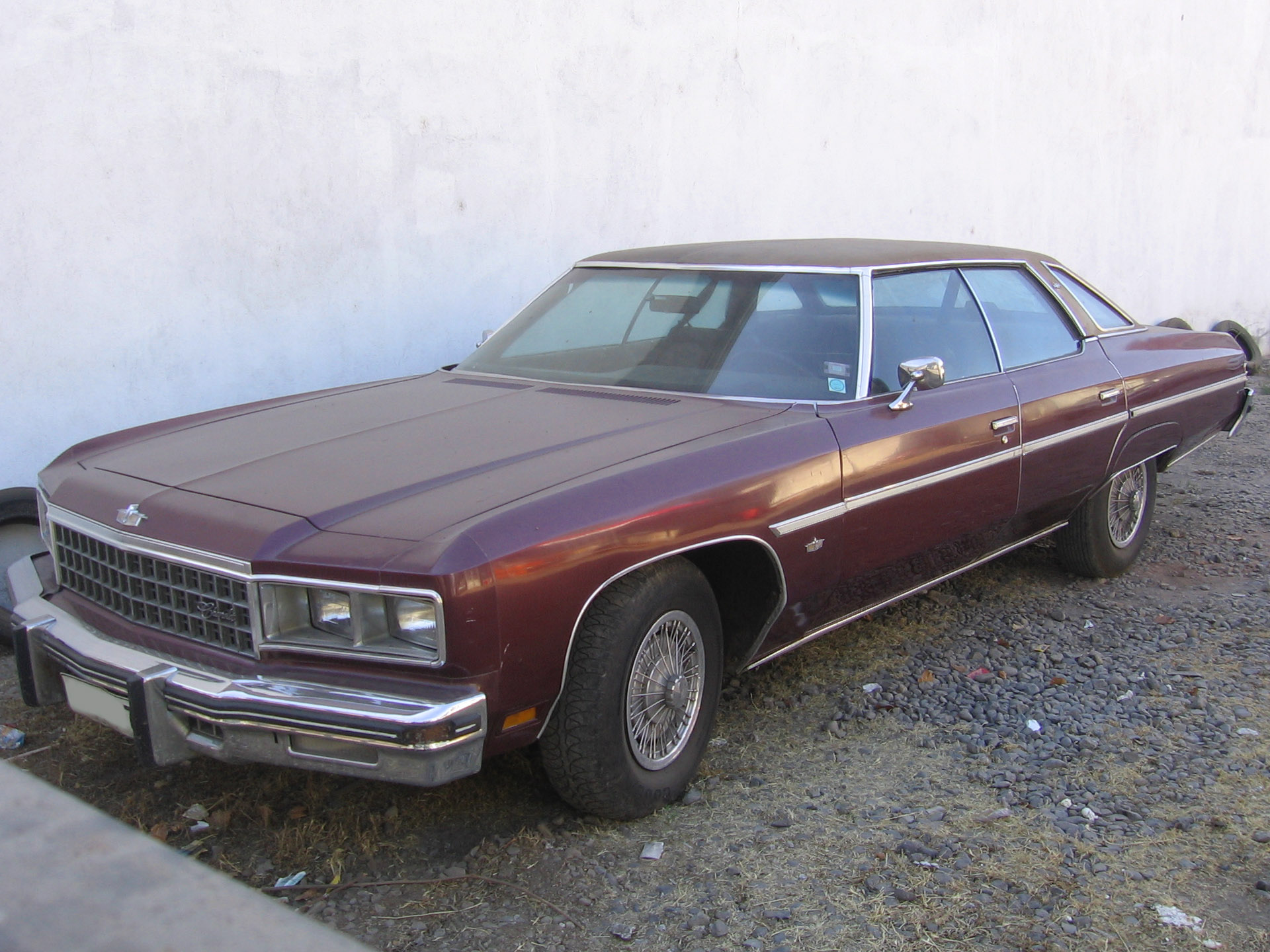
Chevrolet Caprice 2 (1971-1976)

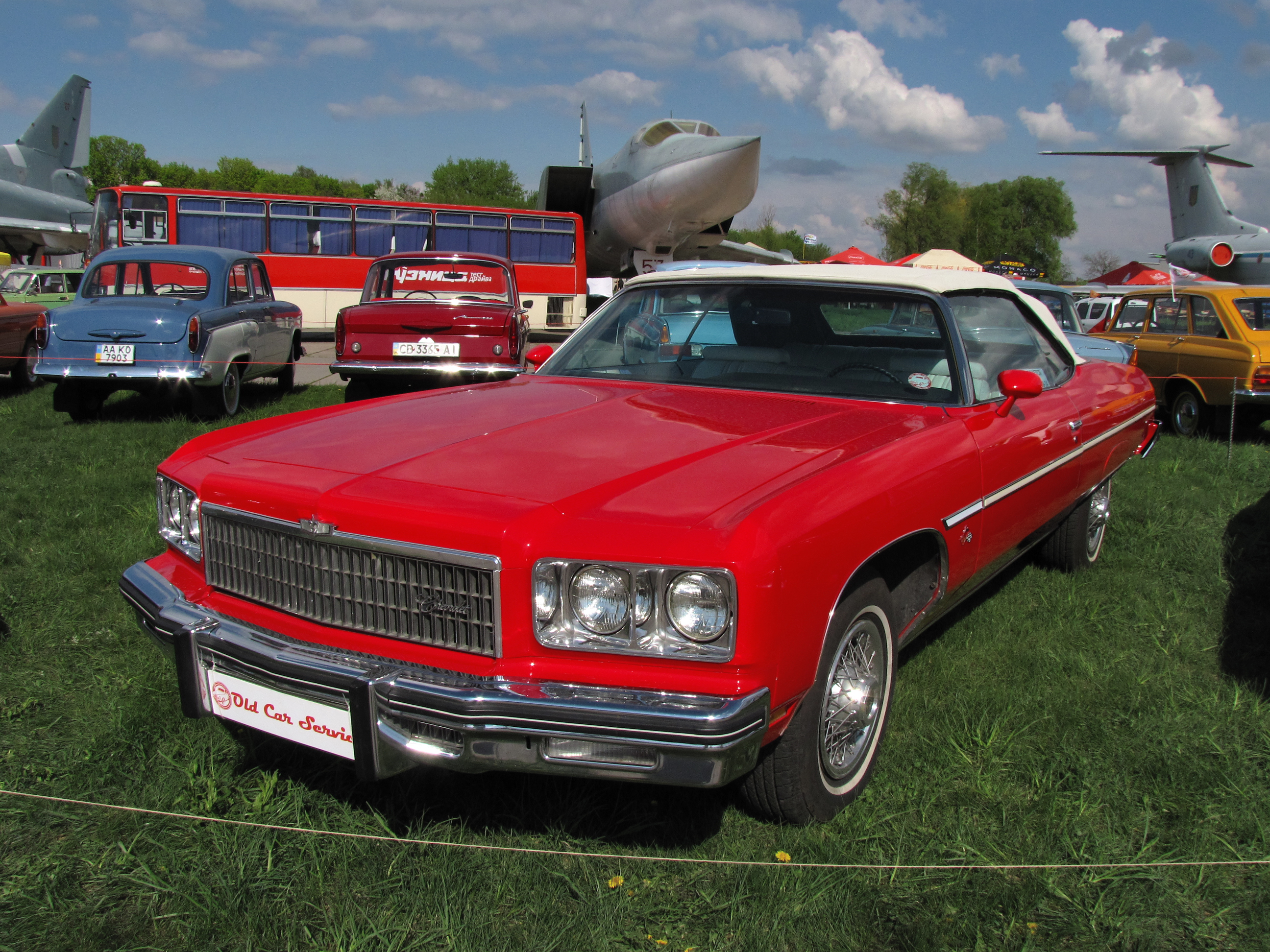

- 350 cu in (5.7 L) Small-Block V8
- 400 cu in (6.6 L) Small-Block V8
- 402 cu in (6.6 L) Big-Block V8
- 454 cu in (7.4 L) Big-Block V8

## Третє покоління (1977-1990)
- 250 cu in (4.1 L) Chevrolet І6
- 229 cu in (3.8 L) Chevrolet 90° V6
- 262 cu in (4.3 L) Chevrolet 90° V6
- 267 cu in (4.4 L) Small-block V8
- 305 cu in (5.0 L) Small-block V8
- 307 cu in (5.0 L) Oldsmobile V8
- 350 cu in (5.7 L) Small-block V8

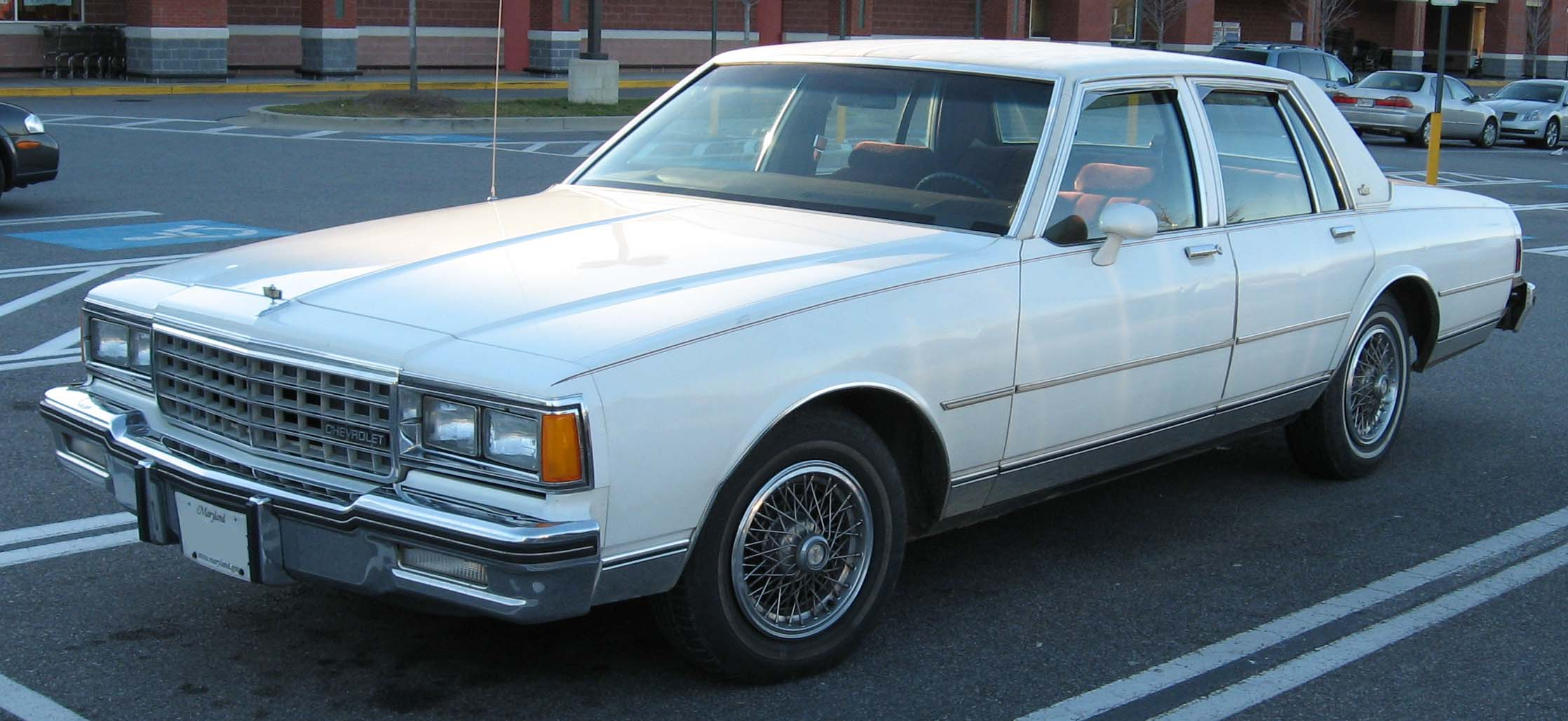
Chevrolet Caprice 3 (1977-1990)

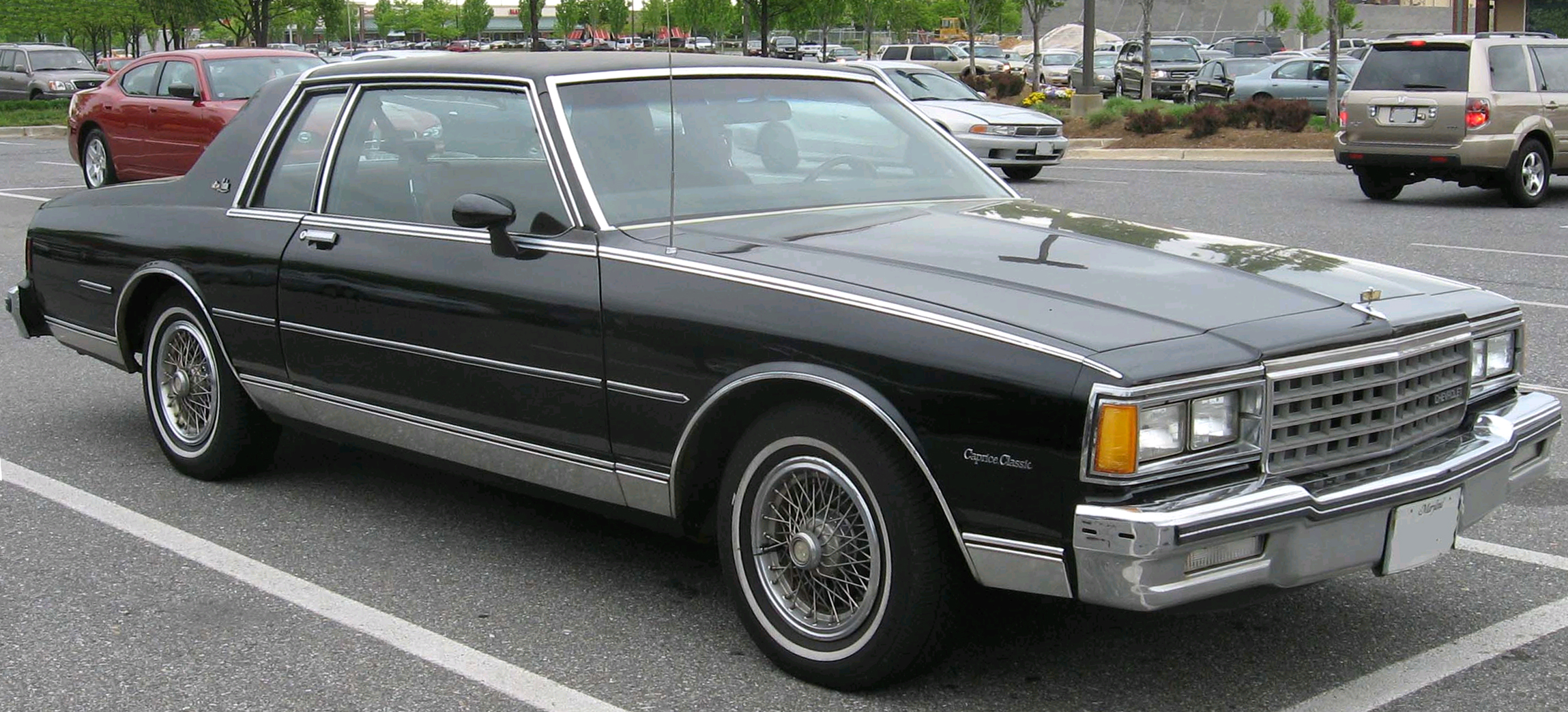

- 350 cu in (5.7 L) Oldsmobile Diesel V8

## Четверте покоління (1991-1996)

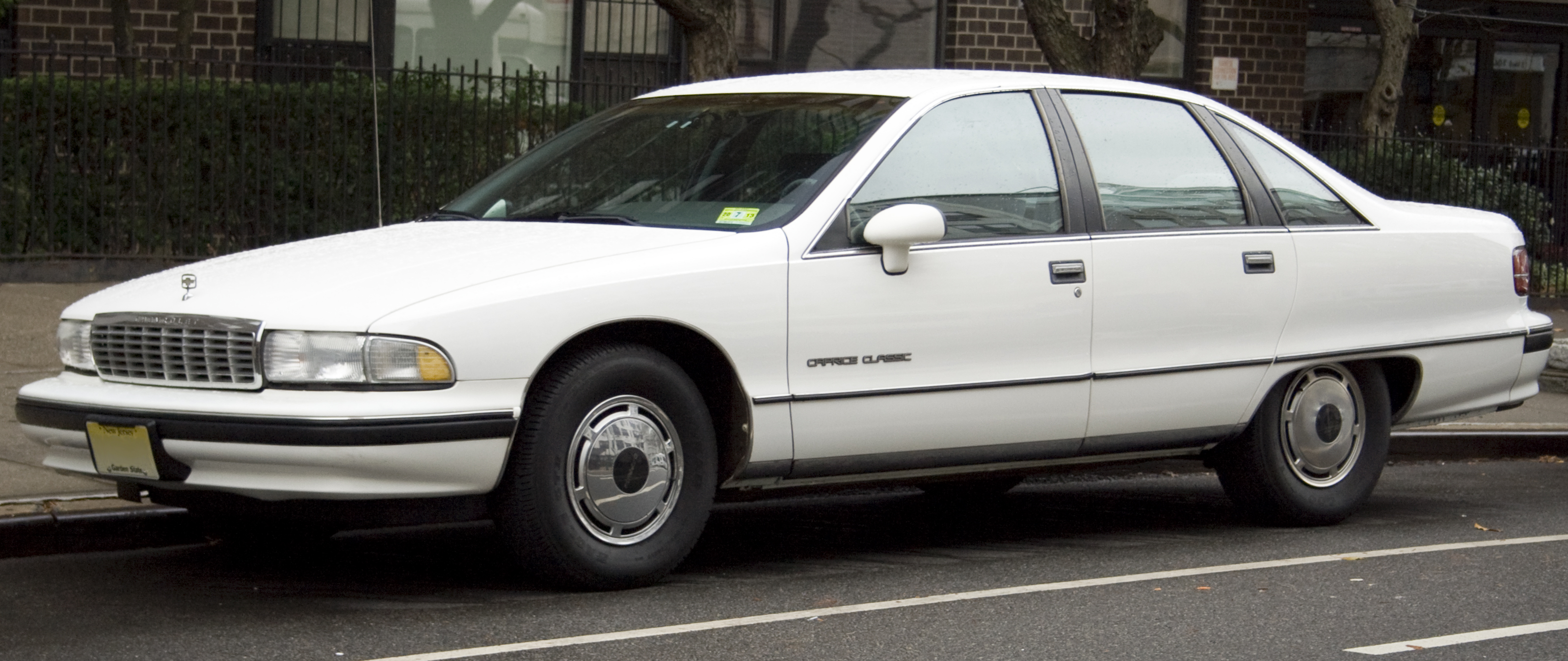
Chevrolet Caprice 4 (1991-1992)

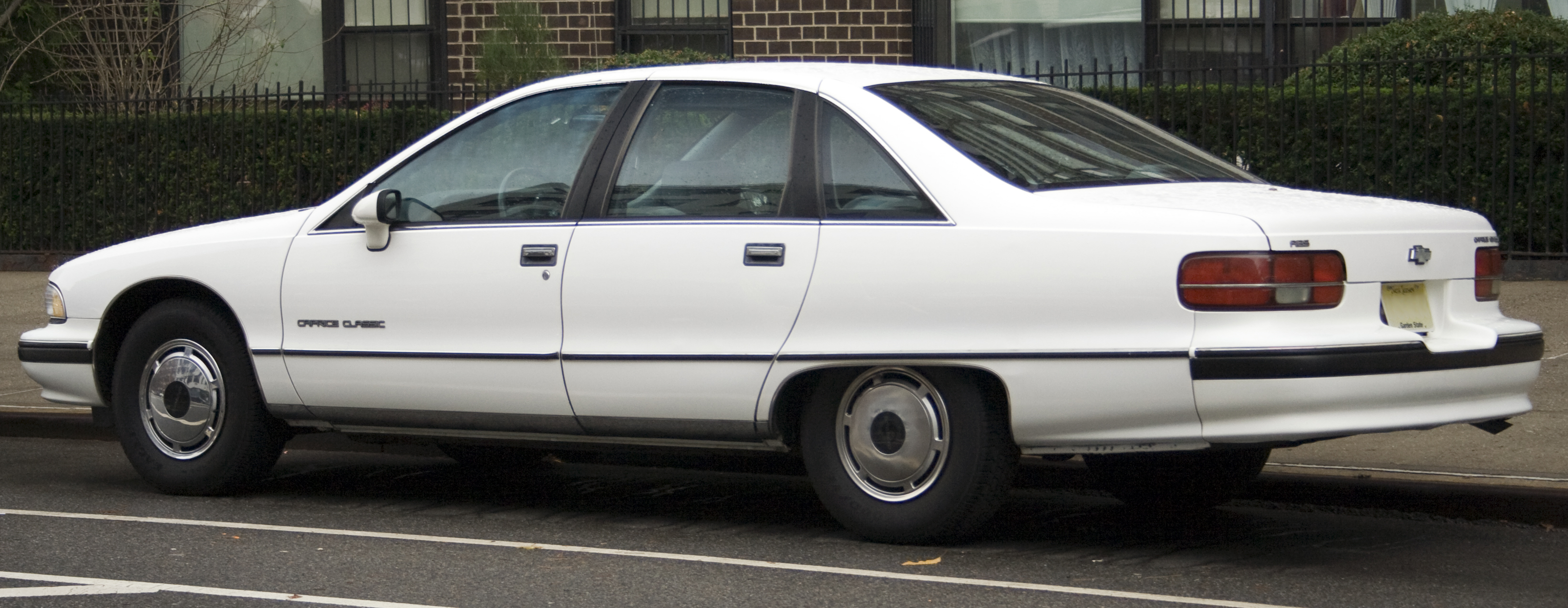
Chevrolet Caprice 4 (1991-1992)

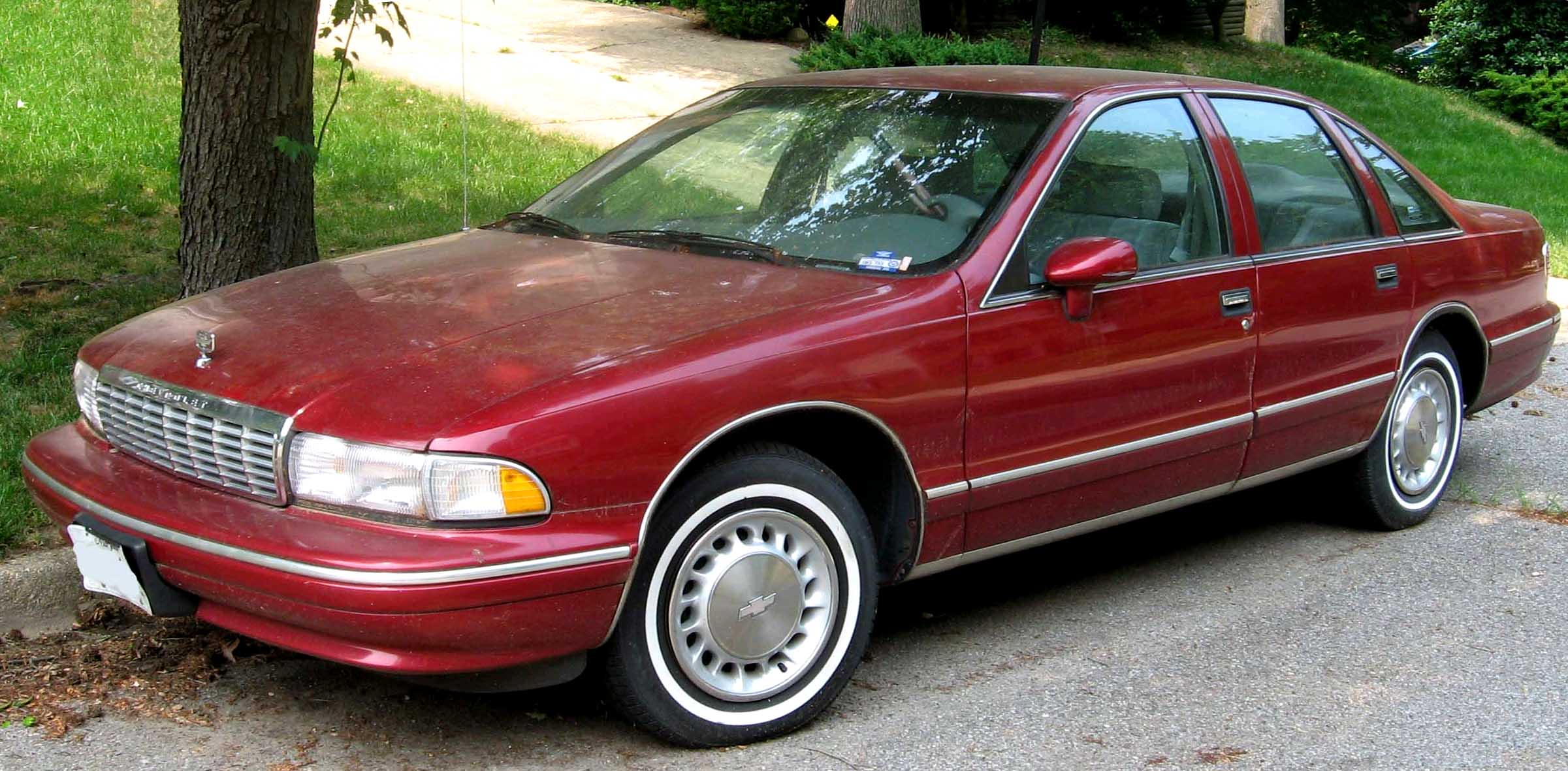
Chevrolet Caprice 4 (1993-1994)

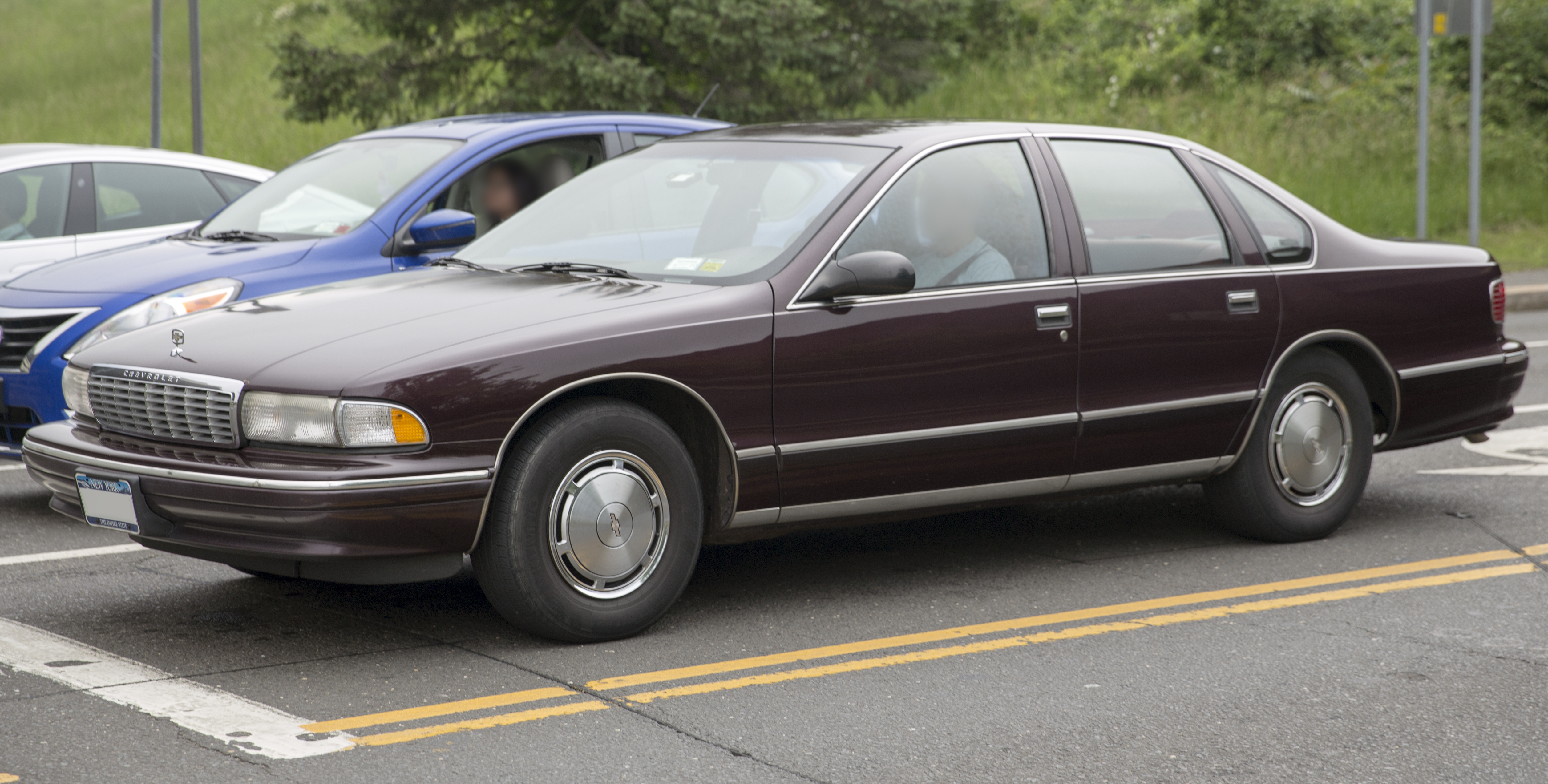
Chevrolet Caprice 4 (1995-1996)

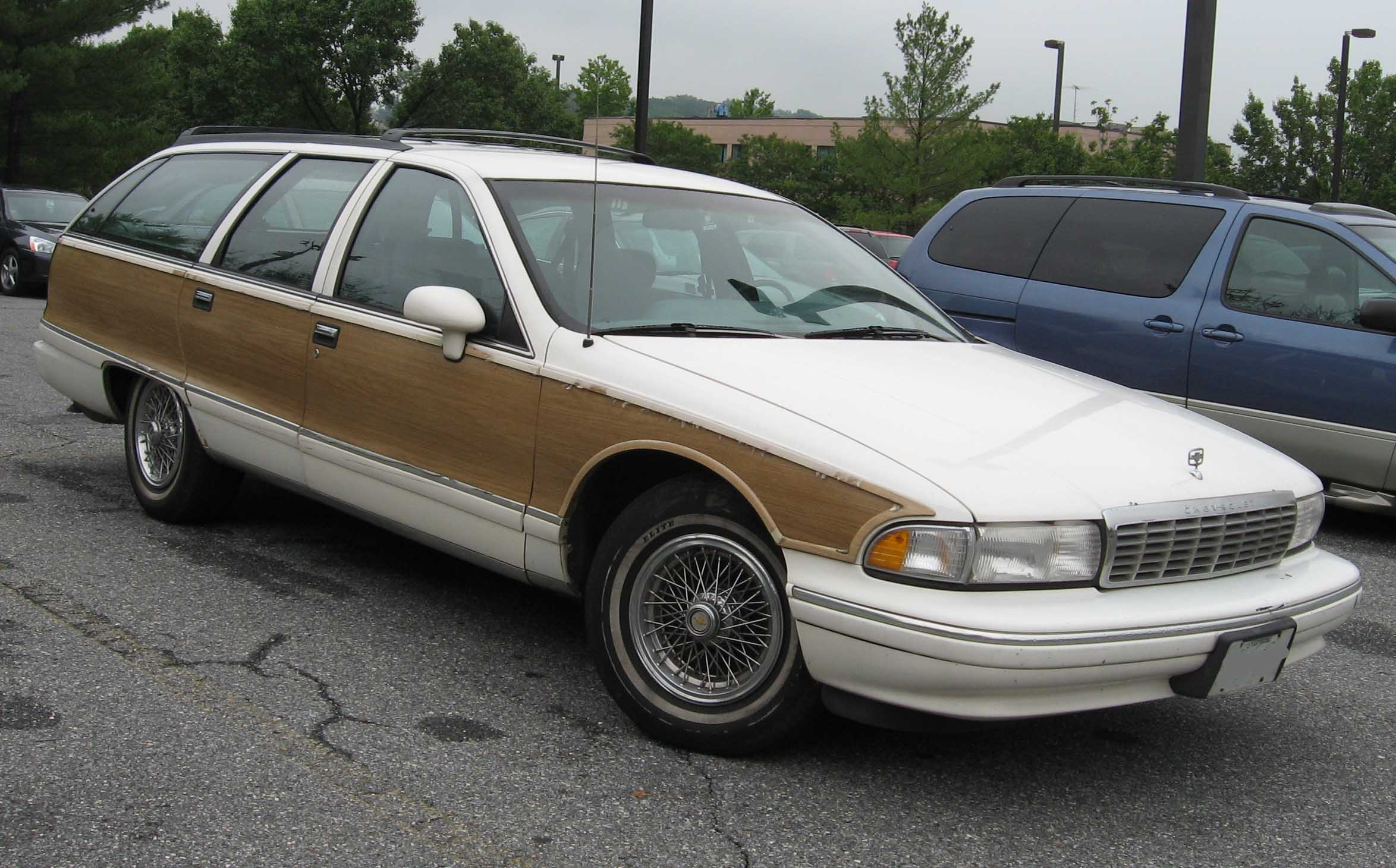
Chevrolet Caprice Station Wagon

Модель 1991 була повністю перероблена - вона замінила прямокутну конструкцію 1977 року на закруглений, більш аеродинамічний кузов. Хоча кузов та салон були абсолютно новими, шасі та силовий агрегат були значною мірою перенесені з моделі 1990 року; сталевий паливний бак був замінений на резервуар HDPE (місткість на седанах зменшилася від 25 галонів (95 л) до 23 галлонів (87 л)), а антиблокувальне гальмо було додано в якості стандартного обладнання для всіх моделей. Кілька основних компонентів (включаючи підлогу) повністю взаємозамінні між 1977 і 1996 роками. Значна частина компонентів двигуна була перенесена від попереднього покоління, що включало для всіх моделей 5,0 л L03 V8. Також був випущений L05 V8, але доступний лише для моделей поліції 1991-1992 років.
Журнал Motor Trend нагородила новий Caprice Classic титулом "Car of the Year". Спочатку були запропоновані два рівні обробки - Caprice та Caprice Classic, замінивши попередні моделі Classic і Brougham. General Motors сподівався повернути перше місце улюбленого автомобіля Америки з новим аеродинамічним стилем їхньої пропозиції в повному розмірі.
Однак остаточний B-body Caprice не був добре сприйнятий критиками і не отримав високих продажів. Стиль автомобіля був підданий критиці з боку любителів автомобілів, називаючи його "килим-кит" і "перевернута ванна". На 1993 рік відбулися деякі доопрацювання, найбільш очевидним було вилучення крил колодязів заднього колеса на користь більш звичайних, відкритих колодязів. Це стосується лише моделі седана; Вагони станцій зберегли крильчасті колодязні колодязі. Остаточний вигляд з'явився на седані Caprice 1995 року у вигляді затишного бічного вікна між задньою дверима та стовпом С (вікна на Кепрісах покоління до 1994 року були трикутними, але вікно 1995 року мало так званий "вигин Хофмайстера", що демонструє 4 сторони і підмітається до передньої частини, не маючи гострого кута, спрямованого на задню частину), а універсал отримала ті ж дзеркала, що і седан. У 1996 році Impala SS був експортований на ринки Близького Сходу, який отримав позначку як Caprice SS, при цьому автомобіль був ідентичним американському аналогу, за винятком бічних шрифтів на задній панелі чверті та значка на приладовій панелі з написом Caprice SS.
У 1994 році Chevrolet Caprice отримав нові двигуни, включаючи додаткову модифіковану версію двигуна Corvette LT1, 350 куб. (5,7 л), потужністю 260 к.с. (194 кВт) та обертовим моментом 447 Нм. Стандартним двигуном у всіх седанах, включаючи поліцейські машини 9C1, був V8 потужністю 200 к.с. (150 кВт), L99 263 (4,3 л). LT1 був необов'язковим у поліцейському пакеті 9C1 і стандарт в універсалі. LT1 350 був стандартним у цивільних седанах з додаванням пакета для буксирування B4U. майже ідентичний підвісці автомобіля 9C1, 2,93 передач, потужне охолодження, важкі задні барабанні гальма і диференціал з обмеженим ковзанням. В салоні Caprice 1994 року був перероблений дизайн, на якому були кермо Camaro, цифровий спідометр та нова консоль.
Caprice 9C1 з двигуном LT1 став одним з найшвидших і найпопулярніших сучасних поліцейських машин. Цей автомобіль встановив настільки сильну відданість багатьох поліцейських управлінь, що котеджне господарство процвітало у відновленні Кепрісів для продовження поліцейської служби після припинення виробництва GM.
Виробництво автомобіля було припинено у 1996 році через тиск на продаж середньорозмірного Chevrolet Lumina, фінансові неприємності в General Motors та попит споживачів, що перейшли від повнорозмірних сімейних седанів до все більш популярних спортивних машин. Arlington, Техаський завод збірних транспортних засобів (використовується для Caprices, Buick Roadmaster, Oldsmobile Custom Cruiser та Cadillac Fleetwood) був перетворений для виробництва більш вигідних повнорозмірних позашляховиків GM (Tahoe і Suburban). У 1997 році Lumina LTZ зайняв місце Caprice як пасажирський автомобіль преміум-класу Chevrolet. Загальне виробництво моделей 1991–96 рр. склало 689 257, а виробництво закінчилося 13 грудня 1996 року. Шильдик Chevrolet Impala був знову введений на американський ринок легкових автомобілів у 2000 році, хоча і в передньоприводній конфігурації.

### Двигуни
- 4.3 L L99 V8 200 к.с.(1994–96)
- 5.0 L L03 V8 170 к.с. (1991–93)
- 5.7 L L05 V8 180-205 к.с. (1991–93)
- 5.7 L LT1 V8 260 к.с. (1994–96)

## П'яте покоління

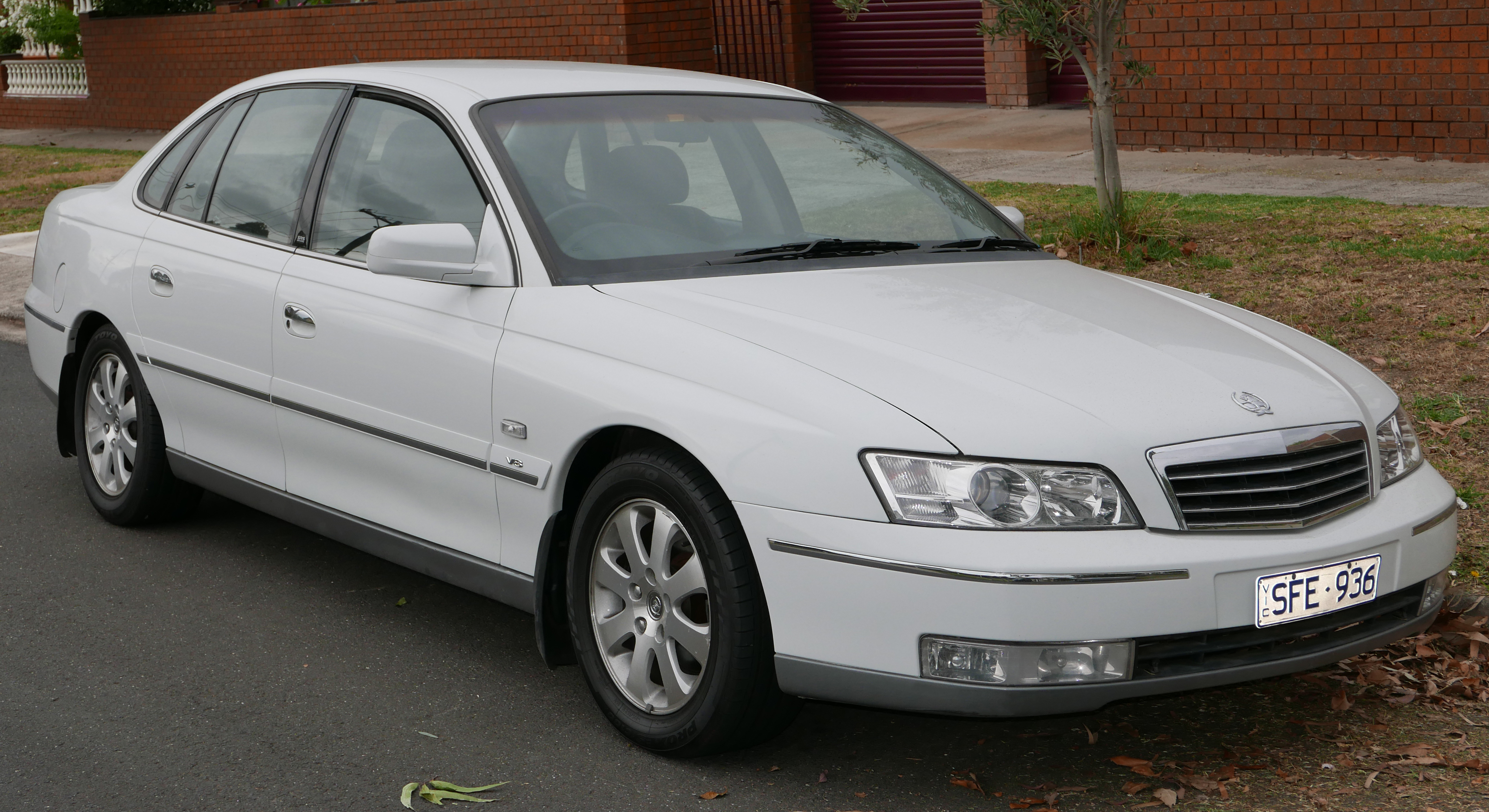
Chevrolet Caprice 5 (1999-2006)

- 3.8 L LTZ V6
- 5.7 L Gen III LS1 V8

## Шосте покоління (2006-2017)

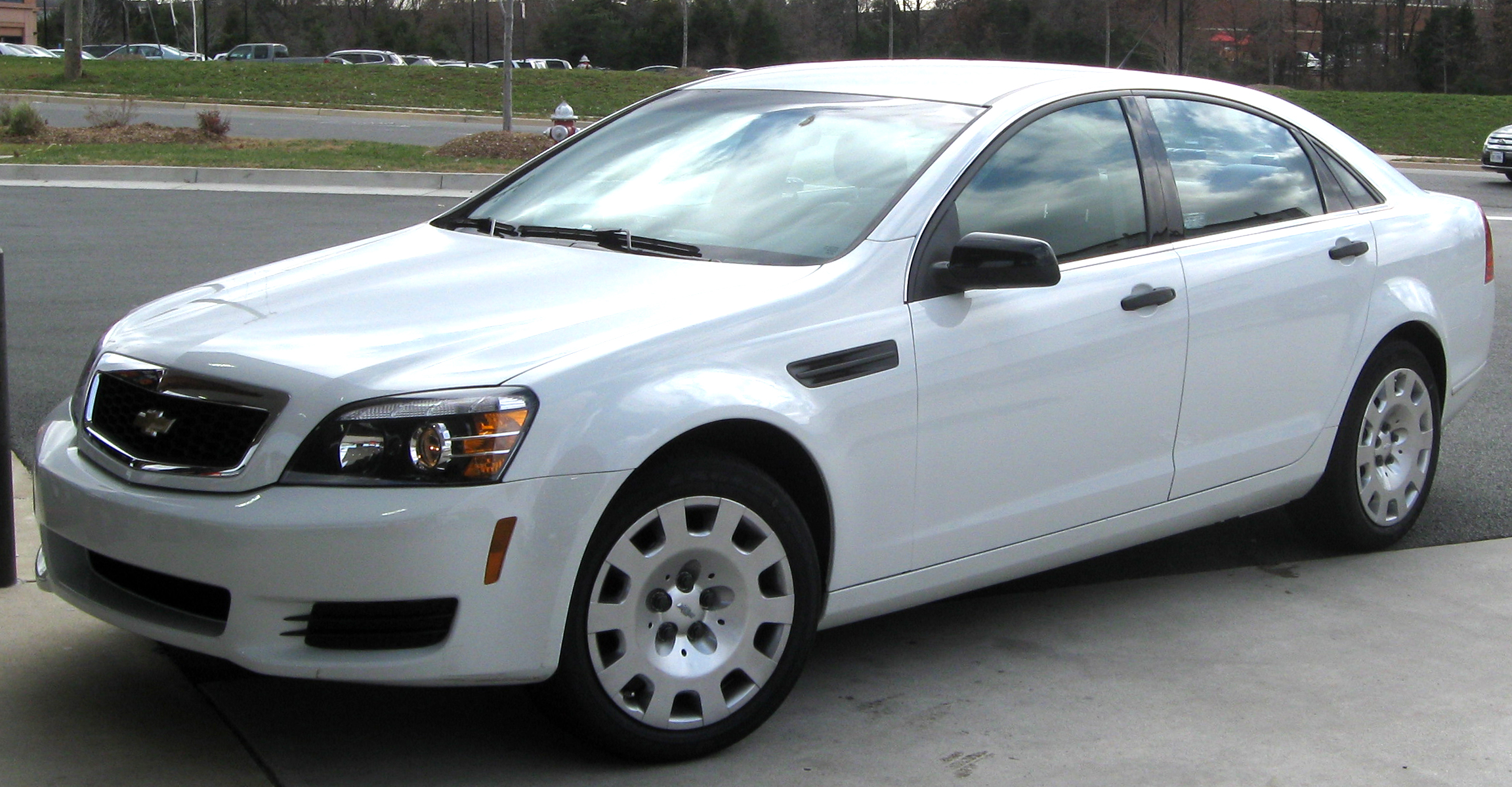
Chevrolet Caprice 6 (2006-2017)

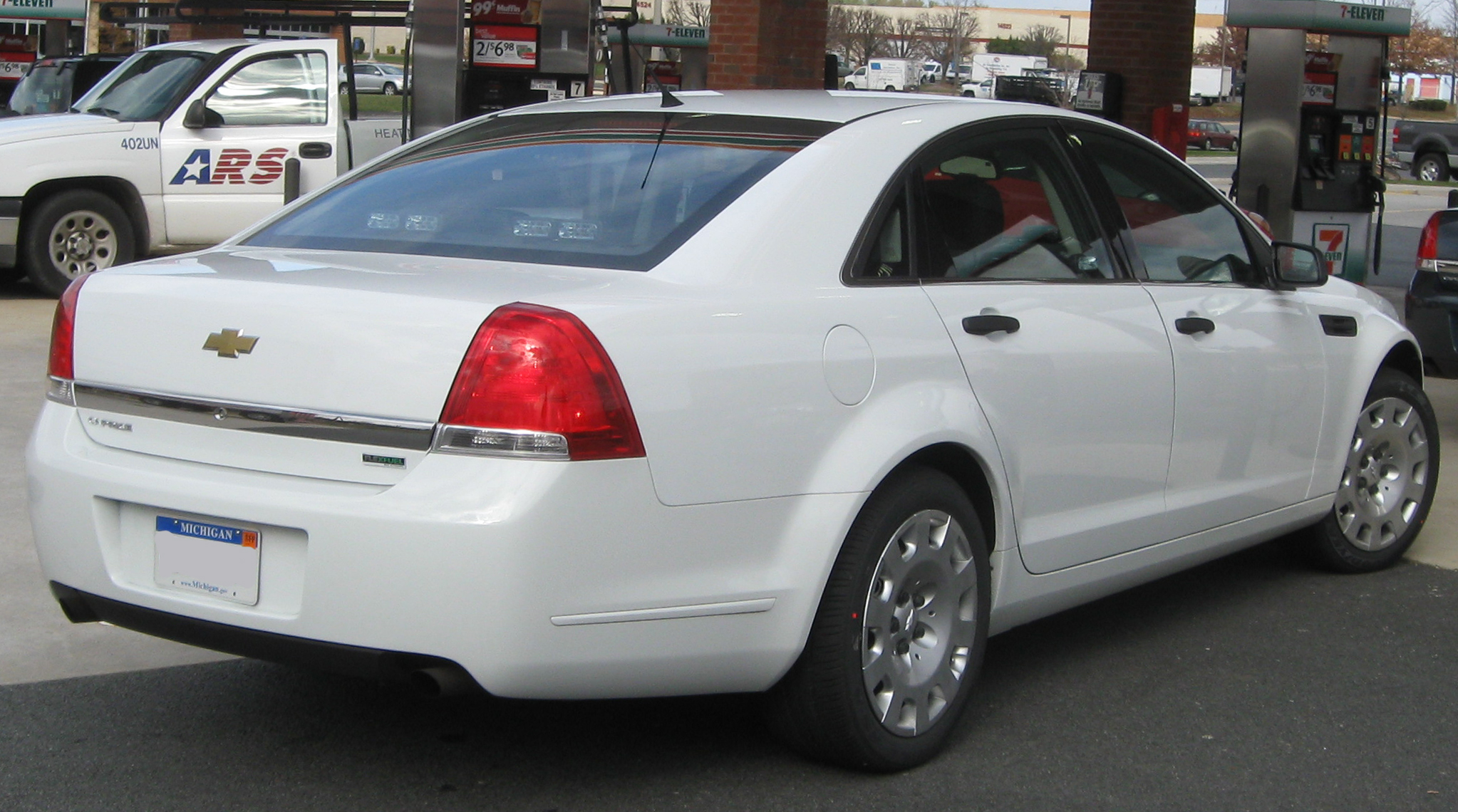
Chevrolet Caprice PPV

У листопаді 2006 року була запущена повністю перероблена лінійка Caprice, яка заснована на нещодавно представленому Holden WM Statesman/Caprice. Новий модельний ряд Caprice включає базові LS, LTZ, SS та Royale.
5 жовтня 2009 року Дженерал Моторс представила патрульний автомобіль Chevrolet Caprice (PPV). Chevrolet Caprice (PPV) продається лише правоохоронним органам на американському та канадському ринку. General Motors не продаватиме прямо Cavice PPV широкому загалу, проте деякі транспортні засоби були придбані приватними особами через дилерські канали продажу. Caprice PPV імпортується з Австралії і являє Holden Caprice з діапазону WM, а не коротку колісну базу Holden Commodore з VE Range, яка є головним патрульним автомобілем в Австралії. Обидві машини поділяють платформу Zeta.

### Двигуни
- 3.6 L LY7 V6 240 к.с.
- 3.6 L LFX V6 301 к.с.
- 6.0 L L77 V8 355 к.с.